# Serra del Gavatxo
La Serra del Gavatxo és una serra al municipi de Brunyola i Sant Martí Sapresa a la comarca de la Selva, amb una elevació màxima de 190 metres.